# 塞巴斯蒂安·布伦德尔
塞巴斯蒂安·布伦德尔（德語：Sebastian Brendel，1988年3月12日—），德国男子皮划艇运动员。他曾代表德国参加2012年、2016年和2020年夏季奥林匹克运动会皮划艇比赛，获得三枚金牌和一枚铜牌。